# Ons Dorp
Ons Dorp is een tuinwijk in de Belgische stad Menen. De wijk ligt in het noordwesten van het stadscentrum en heeft zijn eigen parochie. Door Ons Dorp loopt de Geluwebeek.

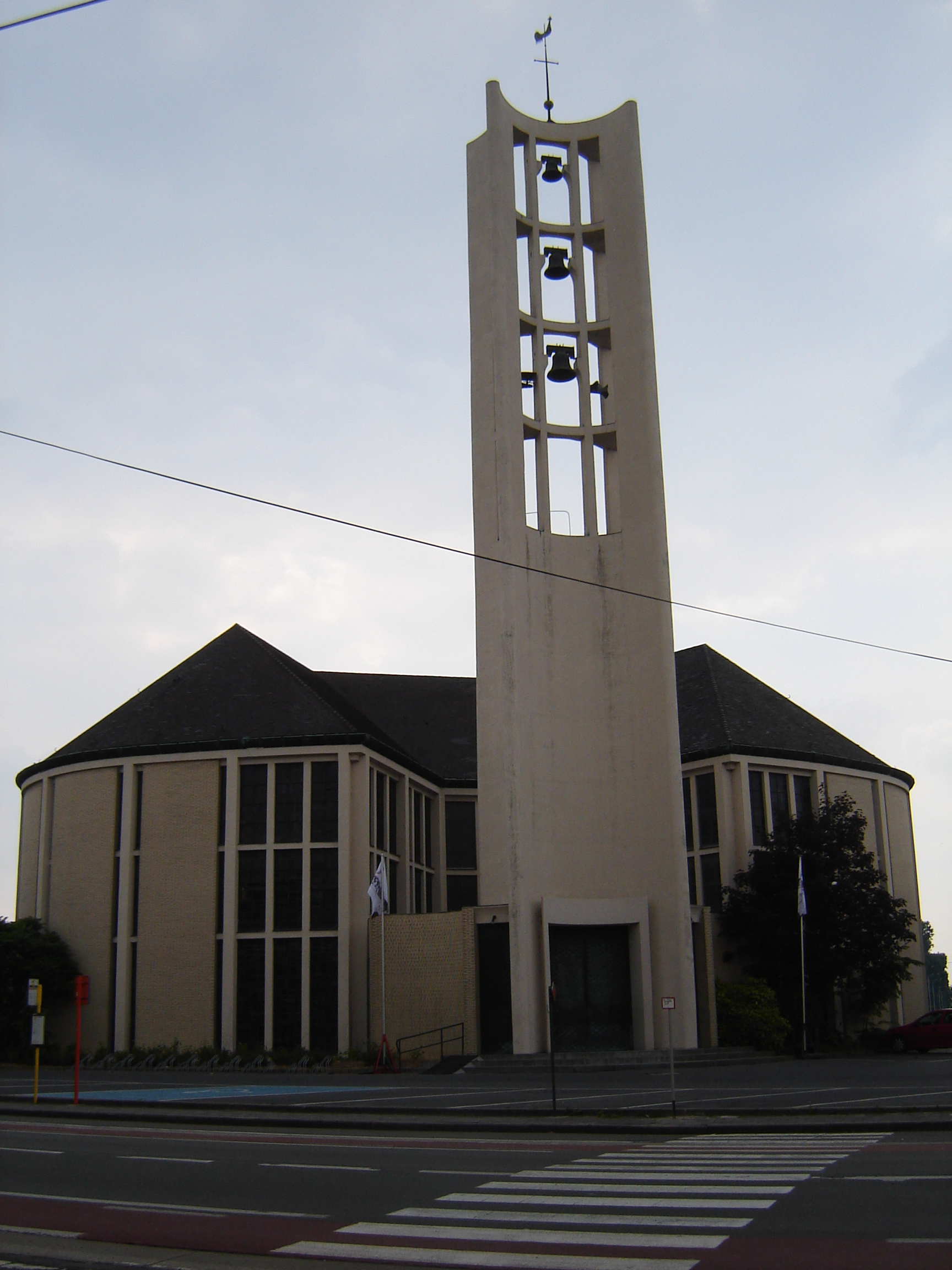
Sint-Jan Baptistkerk

## Geschiedenis
De plaats was eeuwenlang een landelijk gebied, ten noordwesten van de stadskern, net buiten de vestingwerken van Menen. Van west naar oost werd het doorsneden door de Geluwebeek richting de Leie.
Tot het begin van de 20e eeuw bleef het gebied onbebouwd. Ten oosten liep de weg van Menen naar Roeselare, ten zuiden de weg van Menen naar Ieper. In de Eerste Wereldoorlog was Menen bezet door de Duitsers. Er waren Duitse troepen gelegerd en Menen diende als verzamelpunt voor nieuwe troepen en als rustplaats voor soldaten die terugkeerden van het front. De stad leed onder het oorlogsgeweld en heel wat huizen werden vernield of beschadigd. Na de oorlog kampte Menen dan ook met een groot tekort aan woningen. De financiële toestand van de stad was slecht en men deed een beroep op overheidssteun voor de wederopbouw. Zo werden ten westen van de stad houten barakken opgetrokken en ontstond daar de arbeiderswijk "De Roo-campagne", later werd dit de Nieuw Tuinwijk. Iets noordelijker ontstond na de oorlog ook de tuinwijk Ons Dorp.
De wijk bestaat in feite uit twee tuinwijken die in 1922-1923 werden opgetrokken, namelijk Ons Dorp en de Ezelbrugwijk. De Ezelbrugwijk werd aangelegd buiten de stadskern, net ten noorden van de Geluwebeek. In 1919 werd de aanvraag voor de aanleg aangenomen en in 1920 werd de "Maatschappij voor het bouwen van werkmanswoningen" opgericht. De tuinwijk met 224 woningen werd uiteindelijk in 1923 aangelegd, naar ontwerp van stedenbouwkundige Raphaël Verwilghen en architect Richard Acke, met ook de inbreng van Jean-Jules Eggericx. De wijk werd ontsloten door een nieuwe brede verbindingsweg, de huidige Volkslaan en Guido Gezellelaan. Net ten noorden werd aansluitend ook de tuinwijk Ons Dorp met 50 woningen aangelegd. De Menense architect Gaston Boghemans stond in voor het ontwerp. Aan het Onderwijsplein kwam de gemeenteschool van Ons Dorp. Op het eind van de jaren twintig en begin van de jaren dertig werd de wijk verder uitgebreid in noordelijke richting. Dit deel van Menen kreeg daarna zijn eigen parochie en in 1961–1964 werd de Sint-Jan Baptistkerk gebouwd. De kerk werd opgetrokken ten zuiden van de Geluwebeek, ten zuiden van het oude deel van Ons Dorp.

## Bezienswaardigheden
- De Sint-Jan Baptistkerk

## Verkeer en vervoer
De wijk wordt hoofdzakelijk ontsloten door de Volkslaan, die in het oosten aansluit op de Bruggestraat (N32), een noordelijke uitvalsweg uit Menen richting Roeselare, en door de Guido Gezellelaan, die in het zuiden aansluit op de Ieperstraat (N8), een westelijke uitvalsweg uit Menen richting Ieper.